# 东伦弗鲁郡
东伦弗鲁郡（英語：East Renfrewshire），是英国苏格兰的32个一级行政区之一。地处最大城市格拉斯哥的南郊，地域狭小而人口密集。面积174km²，人口91,500（2013年）。行政中心在小镇吉夫诺克（Giffnock）。英国前任首相戈登·布朗3岁前曾在此居住。
东伦弗鲁郡早期教育比较出名。2007年的数据显示，苏格兰排名第一、二位的小学都在东伦弗鲁郡。